# Ljudmila Prunk - Utva
Ljudmila Prunk - Utva, slovenska mladinska pisateljica, pesnica in prevajalka, * 4. julij 1878, Ljubljana, † 29. marec 1947, Ljubljana.

## Življenje
Obiskovala je triletno ljudsko šolo v Ljubljani, Novem mestu in Kostanjevici na Dolenjskem, to pa je bila skorajda vsa njena izobrazba, saj je bila njena družina prerevna za tovrstne izdatke. Ko je bila stara štirinajst let, je odšla k teti v Trst, kjer se je v domači stričevi knjižnici prvič seznanila s slovensko in svetovno literaturo. Leta 1900 je v Gorici opravila tečaj in izpit za vzgojiteljico v otroških vrtcih. Pri šestindvajsetih letih se je poročila s tržaškim Slovencem, pravnikom in časnikarjem Josipom Prunkom. Leto kasneje sta dobila hčer Ksenijo (ilustratorka mladinskih knjig). Od leta 1912 do 1913 je živela v Rimu zaradi službene premestitve svojega moža.
Bila je članica Splošnega slovenskega ženskega društva.

## Psevdonim
Psevdonim Utva je pojem za ptico galeb oz. divjo raco. Ljudmila se ni vedno podpisovala s tem psevdonimom. V revijah Vrtec in Angelček se je podpisovala s svojim imenom ali s psevdonimom Ksaverija, med drugimi pa je uporabljala še psevdonima Mila in Trst.

## Stil pisanja
Za Utvo je značilna preprosta pesem in romantični motivi zgodnje slovenske moderne. Pesnik Heinrich Heine, nemški klasik je vplival na pesništvo Utve, kar je razvidno tudi v mnogih njenih delih. Teme njenih pesmi so nihale od motivov iz otroških doživljajev, iger in narave do ljudskih pesmi, otroških pesmi Otona Župančiča ter na motive iz živalskega sveta. Njena lirika je mila, čustvena, sanjava in je odsev nežne ženske osebnosti.
V svojem času je bila Ljudmila Prunk priznana pesnica. Kritično jo je ocenil tudi Srečko Kosovel, ki je njene pesmi označil kot nežne, čustveno odete v tančico sentimentalnosti in kot pristen izliv ženskega srca. V njenih otroških pesmih je videl intimno atmosfero med materjo in otrokom. Njegova literarna ocena je močno vplivala na njeno pisanje.

## Delo
Prepoznavna je kot mladinska pisateljica in pesnica. Sodelovala je z otroškima revijama Vrtec in Angelček, kjer je od leta 1897 do 1908 objavljala pravljice in pesmi. Njene pesmi so bile objavljene tudi v časniku Slovenski narod (1901), v Zvončku, Ljubljanskem zvonu (1903–1910) in Slovanu (1903–1911).
Objavljala je tudi pravljice in podlistke. Leta 1913 je z Miro Mokriško izdala zbirko Pravljice. Leta 1915 pa je v Trstu izdala samostojno mladinsko pesniško zbirko Kraguljčki (založba knjigarne Štoka v Trstu), v kateri je uporabila najboljše pesmi iz Vrtca. Po prvi svetovni vojni je objavljala tudi v Vesni (1921), Plamenu (1921), Našem narodu, Grudi in Cicibanu . Priredila je tudi zbirko Andersenovih pripovedk za slovensko mladino (Ljubljana, 1923), pripravila več priložnostnih spevoiger za šolske prireditve v Trstu in Ljubljani ter slikanico Krtek Buc (rokopis).
Kot pisateljica je sodelovala pri Gospodinji, Ženskem svetu,  Življenju in svetu, urejala pa je tudi Gospodinjski koledar, ki je leta 1919 izšel v Trstu (Štoka), od 1922 do 1932 pri jugoslovanski Matici v Ljubljani, od 1933 do 1937 pa v samozaložbi.
Mile Klopčič je zbral in uredil njene Otroške pesmi in jih je leta 1951 objavil, ilustrirala pa jih je njena hči Ksenija.
Njena otroška poezija z motivi otroških doživljajev, igre, narave in živali je prisrčna in hudomušna. Veliko njenih pesmi je uglasbenih in ponarodelih (iz zbirke Kraguljčki, Otroške pesmi in Kaj je videl Mižek Figa).